# FK Bregalnica Štip
O FK Bregalnica Štip é um clube de futebol macedônio com sede em Štip. A equipe compete no Campeonato Macedônio de Futebol.

## História
O clube foi fundado em 1921.

## Treinadores
| - Ilija Mitrov (2011) - Nikola Spasov (2011) - Vlatko Davitkov (caretaker) (2011) - Trajče Senev (2011–12) - Nikola Spasov (2012) - Nikola Kuzmanov (2012–13) - Dobrinko Ilievski (2013) | - Ali Güneş (2013–14) - Gjore Jovanovski (2014) - Dragan Hristovski (interim) (2014–15) - Vlatko Kostov (2015) - Toni Jakimovski (2015–16) - Igor Stojanov (2016) - Yüksel Yesilova (2016– ) |  |